# Абдулкадір Омюр
Абдулкадір Омюр (тур. Abdülkadir Ömür, нар. 25 червня 1999, Трабзон) — турецький футболіст, півзахисник клубу «Трабзонспор» та національної збірної Туреччини.

## Клубна кар'єра
Народився 25 червня 1999 року в місті Трабзон. Вихованець футбольної школи клубу «Трабзонспор». У 2016 році включений британським виданням The Guardian в список 60 найбільш талановитих молодих гравців світу. З сезону 2016/17 став зпалучатись до тренувань з основним складом.
Дебютував за першу команду у кубковій грі проти «Аданаспору» 12 січня 2016 року, замінивши Сонера Айдоду на 65-й хвилині. А 17 грудня 2016 дебютував в турецькій Суперлізі в поєдинку проти клубу «Істанбул ББ», вийшовши на заміну на 82-й хвилині замість Сержа Акакпо. Всього в дебютному сезоні провів два матчі. А з наступного сезону 2017/18 став основним гравцем команди.

## Виступи за збірні
2012 року дебютував у складі юнацької збірної Туреччини (U-14) і в подальшому пограв за усі юнацькі команди. Загалом на юнацькому рівні взяв участь у 52 іграх, відзначившись 3 забитими голами.
З 2017 року залучався до складу молодіжної збірної Туреччини. На молодіжному рівні зіграв у 7 офіційних матчах.
30 травня 2019 року дебютував в офіційних іграх у складі національної збірної Туреччини в товариському матчі проти збірної Греції, замінивщи у перерві Кенана Карамана.

## Статистика виступів

### Статистика клубних виступів
| Сезон                   | Команда                 | Чемпіонат               | Чемпіонат | Чемпіонат | Національний кубок | Національний кубок | Національний кубок | Континентальні кубки | Континентальні кубки | Континентальні кубки | Інші змагання | Інші змагання | Інші змагання | Усього | Усього |
| Сезон                   | Команда                 | Ліга                    | Ігор      | Голів     | Ліга               | Ігор               | Голів              | Ліга                 | Ігор                 | Голів                | Ліга          | Ігор          | Голів         | Ігор   | Голів  |
| ----------------------- | ----------------------- | ----------------------- | --------- | --------- | ------------------ | ------------------ | ------------------ | -------------------- | -------------------- | -------------------- | ------------- | ------------- | ------------- | ------ | ------ |
| груд. 2015–16           | «Трабзонспор»           | СЛ                      | 0         | 0         | КТ                 | 2                  | 0                  | -                    | -                    | -                    | -             | -             | -             | 2      | 0      |
| 2016–17                 | «Трабзонспор»           | СЛ                      | 2         | 0         | КТ                 | 3                  | 1                  | -                    | -                    | -                    | -             | -             | -             | 5      | 1      |
| 2017–18                 | «Трабзонспор»           | СЛ                      | 28        | 3         | КТ                 | 3                  | 0                  | -                    | -                    | -                    | -             | -             | -             | 31     | 3      |
| Усього за «Трабзонспор» | Усього за «Трабзонспор» | Усього за «Трабзонспор» | 30        | 3         |                    | 8                  | 1                  |                      | -                    | -                    |               | -             | -             | 38     | 4      |
| Усього за кар'єру       | Усього за кар'єру       | Усього за кар'єру       | 30        | 3         |                    | 8                  | 1                  |                      | -                    | -                    |               | -             | -             | 38     | 4      |